# 品牌忠誠度
品牌忠誠度（英語：brand loyalty）是指消費者对某個品牌持续怀有好感并积极购买或坚持使用其产品的消费行为，主要表現为反復積極購買某一品牌的產品或服務，甚至以口耳相傳的方式向別人宣傳此品牌或参与有利于其品牌的舆论导向。
品牌忠誠不限止於回購，消費者回購品牌可能由於因素的限制（比如供應商鎖定），又或者可能當地缺乏可行性地替代辦法或出於方便。這種忠誠被稱為“虛假的忠誠度”。
真正的品牌忠誠指，消費者有較高地認可品牌態度，然後通過回購行為來表現。例如，如果消費者小明有某一品牌的忠誠度，以A公司的品牌，他以往購買A公司品牌的產品，即使B公司的產品更便宜或高品質。他依然選擇A公司。

## 相關主題
- 品牌